# Kambodża na Mistrzostwach Świata w Lekkoatletyce 2019
Kambodża na Mistrzostwach Świata w Lekkoatletyce 2019 – reprezentacja Kambodży podczas mistrzostw świata w Doha liczyła tylko jednego zawodnika Viro Ma, specjalizującego się w biegach średniodystansowych.

## Skład reprezentacji

### Mężczyźni
| Zawodnik | Konkurencja    | Eliminacje | Eliminacje | Półfinał | Półfinał | Finał | Finał   |
| Zawodnik | Konkurencja    | Wynik      | Pozycja    | Wynik    | Pozycja  | Wynik | Pozycja |
| -------- | -------------- | ---------- | ---------- | -------- | -------- | ----- | ------- |
| Viro Ma  | Bieg na 5000 m | DNF        | DNF        | NQ       | NQ       | NQ    | NQ      |